# Мартен дю Гар, Роже
Роже́ Марте́н дю Га́р (фр. Roger Martin du Gard; 23 марта 1881, Нёйи-сюр-Сен — 22 августа 1958, Сериньи) — французский писатель
, лауреат Нобелевской премии по литературе 1937 года «За художественную силу и правду в изображении человека и наиболее существенных сторон современной жизни».

## Биография
Родился в семье юриста в 1881 году в пригороде Парижа Нёйи-сюр-Сен, учился в лицее Кондорсе. В раннем возрасте увлекался идеями неотомизма, от которого отошёл в более зрелом возрасте.
Из-за плохой успеваемости в лицее был отправлен на домашнее обучение к профессору Луи Меллерио. Там же увлёкся чтением и приучился к интеллектуальной деятельности.
В 17 лет поступает в Сорбонну, но был отчислен из университета из-за неуспеваемости. После этого он поступает в высшее историко-архивное заведение Школу хартий, которую закончил в 1905 году, получив специальность палеографа-архивиста. В следующем году женился на дочери парижского юриста.
В это же время начинает творческую деятельность, начав работать над романом, по стилю напоминающим романы Толстого. Но он остался недоволен своей работой и прекращает работу над романом.
Следующий его роман «Становление», написанный с автобиографическими элементами, был издан на средства автора. С этого момента он начинает активно заниматься литературной деятельностью.
С начала Первой мировой войны был мобилизован и служил на Западном фронте. После окончания войны стал работать в Парижском театре, а с 1920 года переезжает в Центральную Францию, где живёт в имении родителей и начинает работу над своим наиболее известным романом «Семья Тибо».
В 1937 году стал лауреатом Нобелевской премии по литературе. Нобелевский комитет присудил премию дю Гару «за художественную силу и правду в изображении человека, а также наиболее существенных сторон современной жизни».
Роже Мартен дю Гар умер в 1958 году от сердечного приступа в своём имении.

## Творчество
Начал писать под влиянием творчества Л. Н. Толстого. Первые два романа автор посчитал недостаточно хорошими для публикации и уничтожил их рукописи. Известность получил в связи с романом «Жан Баруа» (1913). В этом романе писатель использовал новую технику совмещения диалога с историческим документом. Герой книги, в молодости набожный католик, отказывается от религии, но перед смертью возвращается к ней. Важную роль в романе играют дело Дрейфуса и его последствия. Мотивом этого романа послужило чувство разочарования интеллигенции в общественной деятельности, безысходности борьбы против политиканства, клерикализма и антисемитизма. Перед печатью «Жана Баруа» его автор заручился поддержкой Андре Жида.
Наиболее крупная работа Мартена дю Гара — роман-поток «Семья Тибо». Он описывает жизнь двух братьев, сыновей богатого буржуа Тибо в первую четверть XX века. Старший брат врач Антуан и младший брат революционер Жак придерживаются разных подходов к жизни, но каждый из них по-своему близок автору. Первая мировая война наносит жестокие удары семье Тибо — Жак погиб, а Антуан тяжело отравлен газами. Дальнейшие надежды связаны лишь с сыном Жака от Женни де Фонтанен, происходившей из враждебной Тибо протестантской семьи. Роман начинается как семейная хроника в первых частях, но потом перерастает в историю становления личности в новом веке. Семья для автора является маленькой частью социума, и он, таким образом, описывает в ней сложное и противоречивое общество с его внутренними проблемами.
В последние годы жизни Мартен дю Гар работал над романом «Дневник полковника Момора», в котором намеревался охватить около семидесяти лет, но не успел закончить его. Роман был опубликован посмертно по авторским рукописям. Он содержит несколько эротических сцен.
Мартен дю Гар пробовал себя также в качестве драматурга и мемуариста. После смерти писателя были изданы его дневники и переписка.
Другие работы автора включают «Африканское признание» (1931), «Молчаливый» (1932) — пьеса на тему гомосексуализма и «Старая Франция» (1933) — циничное описание жизни крестьянства.

## Основные произведения
- Становление (Devenir) (1906)
- (L’Une de Nous) (1909)
- Жан Баруа (Jean Barois) (1913)
- Семья Тибо: Серая тетрадь (Les Thibault : Le Cahier gris) (1922)
- Семья Тибо: Исправительная колония (Les Thibault : Le Pénitencier) (1922)
- Семья Тибо: Пора расцвета (Les Thibault : La Belle Saison) (1923)
- Семья Тибо: День врача (Les Thibault : La Consultation) (1928)
- Семья Тибо: Сестрёнка (Les Thibault : La Sorellina) (1928)
- Семья Тибо: Смерть отца (Les Thibault : La Mort du père) (1929)
- Старая Франция (Vieille France) (1933)
- Семья Тибо: Лето 1914 (Les Thibault : l'Été 1914) (1936)
- Семья Тибо: Эпилог (Les Thibault : l'Épilogue) (1940)
- Заметки об Андре Жиде (Correspondance avec André Gide) (posthume 1968)
- Дневники полковника Момора (Le Lieutenant-colonel de Maumort) (posthume 1983)

## Фильмография
- Les Thibault — Семья Тибо (2003), мини-сериал — реж. Жан-Даниэль Верхак.